# عبد الخالق عبد الله
عبد الخالق عبد الله كاتب واستاذ إماراتي مختص بالسياسة، 

## حياته
يحمل شهادة دكتوراه من جامعة جورج تاون في واشنطن في السياسة المقارنة، وماجستير من الجامعة الأمريكية في واشنطن في الفلسفة السياسية، وهو باحث غير مقيم لدى معهد دول الخليج العربية في واشنطن، ويُعدّ من المقربين إلى محمد بن زايد، وفي وسائل الإعلام يوصف أنه مستشاره، غيرَ أنّ عبد الخالق نفى ذلك في مقابلة صحفية في جريدة إيلاف بعد عدة سنوات من اشتهار صفته والاعتقاد بأن تصريحاته شبه رسمية، قيل إن نفي صفة المستشار عن نفسه كان بعد أن تلقّت حكومة الإمارات تهديدات من إيران بتحمل المسؤولية عن تصريحات المقربين من الحكومة، وكان هذا التهديد اعتقاداً من إيران أن عبد الخالق هو مستشار حكومي. في كانون الثاني/ يناير، سنة 2017، غابَ عبدُ الخالق عن التغريد في حسابه 10 أيام ثم عاد للتغريد وقال «أعود بعد انقطاع 10 أيام كنت خلالها في رحلة مفاجئة، وممتعة، ومفيدة للغاية..هذه الرحلة ستكون بداية مرحلة جديدة من التواصل مع المتابعين الكرام.. شكرا لدعواتكم»، فأعلن المركز الدولي للعدالة، ومقره جنيف، تفسيرَه لهذا الغياب، بأن جهاز أمن الدولة في الإمارات، اعتقل عبد الخالق عبد الله في السادس عشر من كانون الثاني/ يناير، بعد يوم واحد من عودته من بيروت، حيث ترأس اجتماع المجلس العربي للعلوم الاجتماعية المنعقد هناك..

## كُتُبُه
- لحظة الخليج في التاريخ العربي المعاصر (2018).[7]
- حكاية السياسة (2006).
- الوطن العربي بين قرنين (2001).
- الحركة الثقافية في الإمارات (2000).
- النظام الإقليمي الخليجي (1999).
- قضايا خليجية معاصرة(1998).
- العالم المعاصر والصراعات الدولية (1989).[8]